# Gravidanza bicoriale
La gravidanza bicoriale è la gravidanza gemellare in cui i due feti si sviluppano in due sacchi gestazionali distinti. Avremo perciò anche due placente distinte. Il sacco gestazionale è formato da due membrane adese tra loro denominate amnios e corion. L'amnios è la membrana interna che si trova a contatto con il liquido amniotico e che riveste la faccia fetale della placenta e il cordone fino all'inserzione ombelicale. Il corion invece è la membrana esterna a contatto con la parete uterina.
Il termine "bicoriale" si riferisce alla presenza di due corion e quindi di 2 sacchi gestazionali distinti. La gravidanza gemellare bicoriale è quella più frequente. Nella gravidanza monocoriale è presente invece un solo corion e una sola placenta da cui escono due o più cordoni ombelicali. All'interno del corion può esserci un unico amnios (monocoriale monoamniotica) o più sacchi amniotici (monocoriale biamniotica, triamniotica etc.). La gravidanza monocoriale presenta un rischio fetale più elevato rispetto alla bicoriale.
La diagnosi di "corionicità" va fatta entro le prime 16 settimane di gestazione perché in seguito si verifica la "fusione" delle 2 placente e dei 2 corion e risulta poi molto difficile distinguerli.